# Boleslas Sloskans
 (avril 2020).
Boleslas Bernardovitch Sloskans (en letton Boļeslavs Sloskāns), est un évêque catholique d'origine lettonne, né le 31 août 1893 au hameau de Tiltagals (actuellement Stirniene dans la municipalité de Varakļāni) dans le Gouvernement de Vitebsk de l'Empire russe) et mort à Louvain le 18 avril 1981). Victime des persécutions antireligieuses de l'Union soviétique puis de l'Allemagne nazie, il est reconnu vénérable par l'Église catholique.

## Biographie
Après ses études à l'académie impériale de théologie de Saint-Pétersbourg, il fut ordonné prêtre le 21 janvier 1917 et le 22 juin 1919, nommé vicaire à l'église Sainte-Catherine de Saint-Pétersbourg.

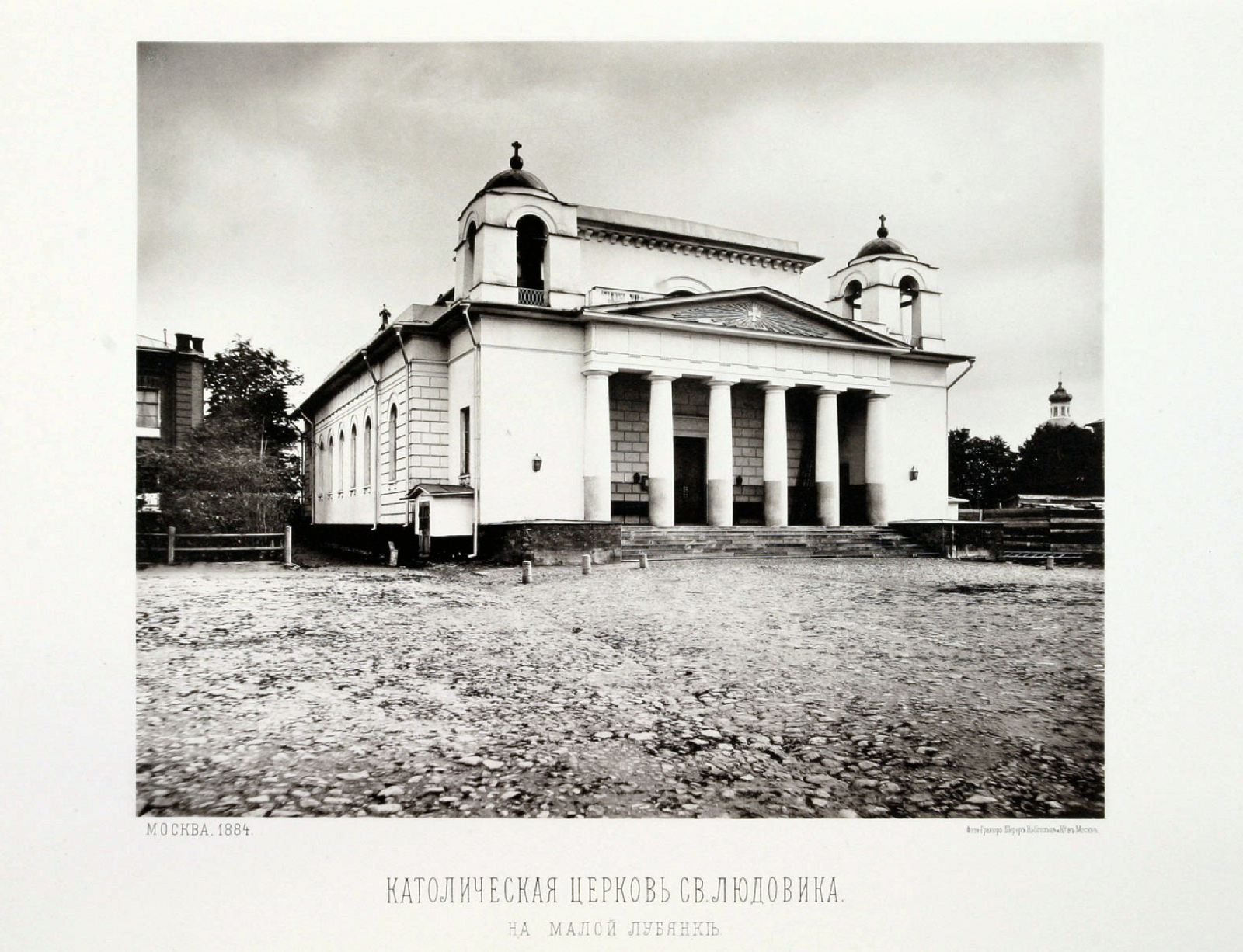
L'église Saint-Louis-des-Français de Moscou

Il n'était que jeune vicaire quand il fut recommandé au pape par le jésuite Monseigneur d'Herbigny, envoyé de Pie XI en URSS pour tenter de reconstituer secrètement une hiérarchie catholique. Il fut effectivement consacré évêque par celui-ci, le 10 mai 1926, avec un autre prêtre, Alexander Frison, à l'église Saint-Louis-des-Français de Moscou.
Évêque titulaire de Cillium (de), il fut nommé administrateur apostolique de Moguilev et de Minsk ; mais il fut arrêté dès septembre 1927, avant de passer plusieurs années en prison ou déporté dans différents camps de travail en Sibérie.
En 1933, il put brièvement retourner en Lettonie ; mais dut ensuite s'exiler en Occident, où il fut reçu par le pape Pie XI avant de devenir le recteur du séminaire de Riga. En 1944, durant l'occupation, la Gestapo l'envoie dans un camp de concentration en Allemagne.
À la demande du pape Pie XII, il est envoyé en Belgique en 1946 où il se voit confier la charge de la pastorale des réfugiés lettons qui se forment principalement à Louvain. À partir de 1951, il réside à l'abbaye du Mont-César, et en 1952, il est nommé visiteur apostolique pour les Russes et les Biélorusses de l'immigration.
Il a écrit un livre sur ses années d'emprisonnement et de tortures : « Témoin de Dieu chez les Sans-Dieu ».
En septembre 1993, sa dépouille mortelle a été transférée à Aglona dans la crypte de la basilique nationale d'Aglona.

## Béatification
La cause pour sa béatification et canonisation est engagée en 2000 dans le diocèse de Bruxelles.
Le 20 décembre 2004, le pape Jean-Paul II reconnaît l'héroïcité de ses vertus et le déclare vénérable.